# Курилкина, Светлана Николаевна
Курилкина Светлана Николаевна (20 января 1963 г. , г. Клинцы Брянской области, Россия) — профессор, доктор физико-математических наук, преподаватель физического Факультета БГУ. Член совета по защите диссертаций Д 02.01.17 при БГУ.

## Биография
1979 – 1984 — обучение на физическом факультете Гомельского госуниверситета,
1984 – 1992 — ассистент Гомельского госуниверситета,
1984 – 1988 — аспирантура Института физики им. Б.И. Степанова НАН Беларуси,
1992–1993 — старший преподаватель Гомельского госуниверситета ГГУ,
1993 – 2000 — доцент Гомельского госуниверситета ГГУ,
2001 – 2004 — профессор Гомельского госуниверситета ГГУ,
2004 – настоящее время — профессор кафедры физической оптики БГУ.
Имеет сына.

## Область научной деятельности
Изучает особенности взаимодействия пучков и импульсов оптического и акустического излучения с монокристаллами и кристаллическими структурами. Также в сферу интересов входят оптические явления в фотонных кристаллах и метаматериалах.

## Основные научные достижения
Опубликовано более 200 научных работ. Внесён существенный вклад в развитие теории распространения и преобразования оптического излучения в сложно-анизотропных средах.
1. Получено более общее решение параболического уравнения, корректно описывающего распространение пучков для неособых направлений, которое включает как частные предельные случаи известные решения в виде гауссово-эрмитовских полиномов и эрмитовских функций. Показано, что распределение поля излучения при распространении сильно расходящихся световых и ультразвуковых пучков вдоль оптических и акустических осей гиротропных кристаллов определяется порядком касания полостей поверхности волновых векторов в указанных направлениях при отсутствии гиротропии и зависит от характера изменения поляризации, групповой скорости, кривизны фазовой поверхности. Обнаружено, что в однородных сильно анизотропных гиротропных линейных средах в окрестности оптической оси имеют место эффекты бездифракционного распространения и безлинзового фокусирования световых пучков.
2. Исследовано электрооптическое управление процессом фокусировки световых пучков в двуосных гиротропных кристаллах. Установлено, что электрооптический эффект в направлении оптических осей усиливается в сравнении с произвольным направлением на величину порядка отношения параметров анизотропии и гиротропии. На основании проведённых численных оценок доказано, что сложно-анизотропные среды с локально вогнутыми участками поверхности волновых векторов перспективны для создания электроуправляемых кристаллических линз.
3. Проанализированы особенности модуляции света в кубических и одноосных гиротропных кристаллах посредством изменения как величины, так и направления внешнего электрического воздействия. Получен явный вид всех возможных типов модуляционных характеристик для линейно- и циркулярно поляризованного падающего света при произвольном направлении распространения в гиротропном кубическом и одноосном кристалле с учётом как величины, так и направления модулирующего поля. Найдены оптимальные геометрии электрооптического взаимодействия для [110]–среза перспективного кристалла Bi12GeO20, при которых достигается 100%-ая глубина модуляции оптического излучения.
4. Установлено, что при воздействии внешнего электрического поля в окрестности осей симметрии 4-го порядка кубического параэлектрика возникает явление внутренней конической рефракции для квазипоперечных ультразвуковых волн, особенностями которого являются: зависимость параметров конуса рефракции от линейных и нелинейных электромеханических коэффициентов кристалла и величины внешнего поля; неравномерность распределения энергии по конусу рефракции и сложная структура последнего. Показано, что в направлении электроиндуцированной акустической оси в сегнетокерамиках коническая рефракция не наблюдается, однако внешнее поле приводит к перераспределению акустической энергии в поперечном сечении пучка.
5. Часть работ С.Н. Курилкиной посвящена проблемам использования акустооптического взаимодействия. В частности, объяснены наличием гиротропии особенности акустооптического преобразования излучения, экспериментально обнаруженные на эластограммах шефер-бергмановской дифракции в виде разрывов дифракционных кривых (квази)поперечных волн в направлении акустических осей и появления дополнительной дифракционной кривой, наличие которой запрещено симметрией негиротропных сред.
6. Установлено, что оптическая гиротропия приводит к качественному изменению невзаимных эффектов в процессах акустооптического взаимодействия, проявляющемуся в удвоении числа максимумов амплитудной и фазовой невзаимностей и смещении последних. Показано, что кубические центросимметричные кристаллы с электроиндуцированной анизотропией могут быть использованы для создания электро- и поляризационно управляемых невзаимных элементов.
7. Следует отметить, что получение одних и тех же поляризующих свойств периодических структур, как правило, удаётся лишь в узком спектральном интервале вследствие отсутствия строгой повторяемости дисперсионных свойств слоисто-периодической структуры на протяжении всего спектра. В работах С.Н. Курилкиной показана возможность создания многоканального поляризатора оптического излучения на базе анизотропной слоисто-периодической структуры, содержащей упорядоченно внедрённые дефектные слои.
8. Одной из важнейших задач является усиление пространственной локализации световой энергии внутри кристаллической структуры, что позволит усилить эффекты анизотропии и нелинейности. В работах С.Н. Курилкиной впервые проанализированы оптические свойства периодических сред, содержащих не два, а три слоя в периоде. Показано, что в этом случае имеет место усиление резонансных явлений, сопровождающееся более сильной пространственной локализацией световой энергии и уменьшением в несколько раз групповой скорости света внутри многослойника. Указанная особенность имеет место одновременно на всех частотах резонансного пропускания, локализованных в интервале между соседними фотонными запрещёнными зонами.
9. Устройства, созданные на основе однородных магнитооптических материалов, имеют размеры порядка нескольких миллиметров, что приводит к потерям энергии в них, связанным с дифракционной расходимостью оптического излучения. Важной задачей является получение значительного фарадеевского вращения в структурах микрометровой толщины. Для решения этой проблемы в работах С.Н. Курилкиной предложено использовать одномерные фотонные кристаллы, в которых возможно сочетание магнитооптических эффектов и резонансных явлений, обусловленных периодичностью. Впервые обоснована возможность существенного (на порядок) усиления эффекта Фарадея при сохранении низкого уровня оптических потерь в периодической среде, содержащей три слоя в периоде, при наличии дефектного магнитооптического слоя. Предложенные одномерные фотонные кристаллы с дефектным включением могут найти применение для усиления эффекта магнитооптического вращения плоскости поляризации прошедшего среду и отражённого от неё оптического излучения при минимальных дифракционных потерях. Кроме того, впервые обнаружено, что в системе «магнитооптический одномерный фотонный кристалл – дефект – диэлектрическое зеркало» возможно усиление в несколько десятков раз магнитооптического эффекта Керра, достигаемое путём варьирования толщины дефекта и параметров диэлектрического зеркала, при практически полном отражении света от системы.
10. В настоящее время внимание многих исследователей привлекают квазибездифракционные световые поля. Их разновидностью являются бесселевы световые пучки (БСП), свойствами которых являются их квазибездифракционность (дифракционная расходимость приосевой области пучка существенно меньше расходимости изолированного пучка такого же радиуса) и способность к самореконструкции волнового фронта. Наиболее простым и практически важным примером векторных БСП являются азимутально (ТЕ) и радиально (ТМ) поляризованные пучки. Фокусировка радиально и азимутально поляризованных пучков позволяет достигать более высокой осевой концентрации электрического и магнитного полей в сравнении со случаем линейной или циркулярной поляризации, вследствие чего такие пучки перспективны в фотолитографии, конфокальной микроскопии, устройствах оптической записи-считывания информации. Радиально и азимутально поляризованные БСП с большим углом конусности, а также их суперпозиции обладают высоким значением поперечного градиента интенсивности и возможностями перестройки пространственной конфигурации поля. Следовательно, они перспективны для удержания микрочастиц и молекул и управления их движением, а также для транспортировки энергии лазерного излучения в открытом пространстве и полых световодах. Вследствие полной цилиндрической симметрии ТМ и ТЕ поляризованных бесселевых и конических пучков, они оптимальны для использования в различных схемах зондирования цилиндрических объектов, например, в профилометрии, а также в поляризационно-чувствительной когерентной томографии.
11. Наряду с исследованием квазибездифракционных световых пучков, в последние несколько лет начато изучение импульсов, не испытывающих в определенной области среды пространственного и временного изменения. Их получение открывает перспективу исследования внутри- и межмолекулярных взаимодействий в полимерах и биологических объектах, изучения динамики элементарных возбуждений в полупроводниках и диэлектриках с фемтосекундным временным разрешением, исследования транспорта биоструктур вне и во внутриклеточном пространстве. В работах С.Н. Курилкиной обоснована возможность получения бездифракционных и бездисперсионных импульсов и предложены методы и оптические схемы их получения.

## Публикации
I. Монография
1. Курилкина С.Н. Преобразование световых и ультразвуковых волн в кристаллических веществах с электроиндуцированной анизотропией и гиротропией// Гомель: ГГУ, 2002. - 147 с.

II. Учебные пособия
1. Курилкина С.Н. Физические свойства кристаллических веществ. Оптические и акустические явления в кристаллах// Гомель: ГГУ, 2002.- 116 с.
2. Курилкина С.Н. Прикладная метрология. Курс лекций// Гомель: ГГУ, 2002.- 80 с.
3. Курилкина С.Н. Физические основы электроники. Курс лекций// Гомель: ГГУ, 2002.- 126 с.
4. Курилкина С.Н., Минько А.А. Нелинейная оптика// Минск: БГУ, 2010. - 98 с.

III. Статьи в научных периодических изданиях
1. Хаткевич А.Г., Курилкина С.Н. Коническая рефракция в гиротропных кристаллах// ЖПС.- 1989. – Т.51, № 6. – С.1005-1009.
2. Хаткевич А.Г., Курилкина С.Н. Особенности распространения световых пучков в гиротропных кристаллах// ЖПС. – 1991. – Т.54, №5. – С.815-819.
3. Гончаренко А.М., Белый В.Н., , Курилкина С.Н., Хаткевич А.Г., Хило Н.А. Эффекты фокусировки и подавления дифракционной расходимости при распространении световых пучков в окрестности оптических осей двуосных гиротропных кристаллов// Оптика и спектроскопия. – 1995. – Т.78, №5.- С.872-876.
4. Акимов С.В., Белый В.Н., Горбенко В.М., Курилкина С.Н., Савченко В.В. Дифракция света на ультразвуке в акустически гиротропных кристаллах// ФТТ.- 1991. –Т.33, №2.- С.600-606.
5. Курилкина С.Н. Оптическая невзаимность для встречных световых волн при дифракции Брэгга в гиротропных кубических кристаллах// Квантовая электроника.- 1995.- Т.22, №9.- С.941-945.
6. Курилкина С.Н., Шуба М.В. Особенности распространения света в периодической структуре с упорядоченным расположением дефектных слоев // Оптика и Спектроскопия. – 2003. Т. 94, № 3. – P. 462-466.
7. Курилкина С.Н., Шуба М.В. Усиление магнитооптического вращения Керра диэлектрическими магнитоактивными структурами // Кристаллография. – 2003. T.48, № 2. – P. 369-373.
8. Курилкина С.Н., Шуба М.В. Распространение и преобразование световых волн в магнитоактивных периодических структурах // Оптика и Спектроскопия. – 2002. – T. 93, № 6. – P. 990-994.
9. Курилкина С.Н., Шуба М.В. Усиление эффекта Фарадея в магнитоактивных периодических структурах с дефектом // Оптика и Спектроскопия. – 2002. – T.93, № 6. – P. 995-999.
10. V.N. Belyi, N.S. Kazak, S.N. Kurilkina, N.A. Khilo.Generation of TE and TH polarized Bessel beams using one-dimensional photonic crystal//Opt.Communs., 2009, V.282, P.1998-2008.
11. S. Kurilkina, V.N. Belyi, N.S. Kazak. Formation of nondiffracting and nondispersing pulsed beams using one-dimensional photonic crystals// Proc. SPIE, 2007, V.6613, P.661303-01—661303-07.
12. S.Kurilkina, A.Ryzhevich, S.Bushuk, S.Solonevich. Features of the formation of a femtosecond Bessel beam by using an axicon //Quantum Electron. , 2008, V.38, N4, P. 349-353
13. Е.Е. Ушакова, С.Н. Курилкина. Формирование бесселевых световых импульсов с помощью конического зеркала.// ЖПС, 2010 Т.77, №6, С.895-899.
14. S.N.Kurilkina, V.N. Belyi, N.S. Kazak. Transformation of high-order Bessel vortices in one-dimensional photonic crystal// J.Optics, 2010, V.12, 015704 (12 pp.)
15. S.N.Kurilkina, V.N. Belyi, N.S. Kazak. Features of evanescent Bessel light beams formed in structure containing a dielectric layer// Opt. Comm., 2010, V.283, P.3860-3868.
16. Muhanna K Al-Muhanna, S. N. Kurilkina, V. N. Belyi, N. S. Kazak. Energy flow patterns in an optical field formed by a superposition of evanescent Bessel light beams// J.Opt., 2011, V.13, 105703 (9pp.)

IV. Патенты ?
1. Белый В.Н., Казак Н.С., Курилкина С.Н., Мащенко А.Г. Способ формирования бесселева светового пучка с азимутальной и радиальной поляризацией. Патент №11180[источник не указан 2531 день] от 07.07.2008 г.(это не изобретение и не полезная модель, может быть промышленный образец?)
2. Белый В.Н., Казак Н.С., Курилкина С.Н., Кренинг М., Мащенко А.Г. Устройство формирования светового пучка с радиальной или азимутальной поляризацией. Патент №9801[источник не указан 2531 день] от28.06.2007 г.(это не изобретение и не полезная модель, может быть промышленный образец?)

V. Статьи и тезисы докладов в материалах конференций
1. Kurilkina S.N., Shuba M.V. Peculiarities of light transformation in finite three-layered periodical structures // Physics, chemistry and application of nanostructures, Reviews and short notes of Nanomeeting-2003, Minsk, Belarus, 2003. / Edited by V.E. Borisenko, S.V. Gaponenko, V.S. Gurin. – Singapore: World Scientific, 2003. – P. 72-75.
2. В.Н. Белый, Н.С. Казак, С.Н. Курилкина, А. Форбес. Квазибездифракционные световые пучки и импульсы с ТН и TE поляризацией/ Материалы VII Международной научной конференции «Лазерная физика и оптические технологии», Минск, 17-19 июня 2008, в 3 томах. – Т.1,с.77-80.
3. С.Н. Курилкина, А.А. Рыжевич, С.Б. Бушук, С.В. Солоневич. Особенности формирования и распространения фемтосекундных квазибездифракционных лазерных импульсов/ Материалы VII Международной научной конференции «Лазерная физика и оптические технологии», Минск, 17-19 июня 2008, в 3 томах. – Т.1,с.81-84.
4. S.N.Kurilkina, V.N. Belyi, N.S. Kazak, Turki S.M. Al-Saud, Soliman H.Al-Khowaiter, Muhanna K.Al-Muhanna. Application of evanescent Bessel light beams superposition for testing quality of surfaces and thin dielectric layers// Proc. International Conference
5. «Optical Techniques and Nano-Tools for Material and Life Sciences» (OTN4MLS-2010), Minsk, June 15-19, 2010, V.1, P.38-48.

VI. Научно-популярные публикации
1. С.Н. Курилкина, А.А. Минько. Кристаллооптика// Энциклопедия для школьников и студентов. В 12 т. Т.2. Физика. Математика/ Под общ. Ред. Н.А. Поклонского. – Минск: Беларус. Энцыкл. імя П. Броўкі, 2010, с.136-138.